# Ángel Galarza Vidal
Ángel Galarza Vidal (Zamora, 19 de julio de 1856-Madrid, 31 de enero de 1943) fue un político español.

## Biografía
Nacido el 19 de julio de 1856 en Zamora, fue director del Instituto Geográfico y Estadístico —antecedente del INE— en dos ocasiones entre el 22 de diciembre de 1905 y entre el 26 de enero de 1907 y entre el 2 de noviembre de 1909 y el 29 de octubre de 1923. Ocupó interinamente la cartera de Educación y Bellas Artes sustituyendo temporalmente a Amalio Gimeno y Cabañas durante la ausencia de este entre el 30 de julio y el 4 de agosto de 1906. Fue senador vitalicio y diputado por Zamora.
Falleció el 31 de enero de 1940 en Madrid.